# Thabit ibn Kurrah
Thabit ibn Kurrah, född 836 i Harran i Mesopotamien, död 900 i Bagdad, var en berömd arabisk matematiker. Han var först affärsman, men började i Bagdad studera astronomi, matematik och grekiska och ägnade sig sedan uteslutande åt vetenskapliga arbeten. Thabit utövade stort inflytande på den arabiska matematikens utveckling genom sina översättningar till arabiska av Apollonios, Arkimedes, Euklides, Ptolemaios och Theodosios arbeten. Av honom finns i behåll en talteoretisk avhandlig där han bland annat anger en generell formel för att skapa vänskapliga tal.

## Biografi
Thabit föddes i Harran år 836. Han är en av de främsta matematikerna från Harran som bidrog till utvecklingen av islamsk matematik. Han tillhör en familj som har fostrat många lärda. Det sägs att han arbetade som valutaväxlare i sin ungdom. På grund av hans fria filosofiska idéer hamnade han i konflikt med sabierna i staden och tvingades att ompröva sina åsikter. Han flyttade sedan till staden Kefertûsâ nära Dara och undkom förföljelse. Enligt en berättelse träffade Abu Jafar Muhammad ibn Musa ibn Shakir Thabit ibn Kurrah på vägen från Bysantinska riket till Bagdad. Efter att ha upptäckt Thabits talang inom matematik och språk, tog han med honom till kalifen Mu'tazid-Billah för att rekommendera honom. Enligt vissa källor studerade Thabit matematik, astronomi och fysik under Muhammad ibn Musa i Bagdad och blev sedan en av hovets astronomer efter att ha presenterats för kalifen. Enligt en annan berättelse fängslade kalifen Muvaffak-Billah sin son Mu'tazid-billah och gav Thabit som tjänare åt honom. När Mu'tazid blev kalif blev Thabit en av palatsets astronomer. Thabit kunde syriska och grekiska. Kadrî Hâfız Tûkān säger att han också kunde hebreiska. Thabit ibn Kurrah studerade filosofi i Bagdad. Han översatte grekiska matematikers verk till arabiska och kommenterade dem. Han skrev verk inom matematik, astronomi och var också involverad inom medicin. Han korrigerade också några verk som tidigare hade översatts. Thabit blev kalifens personliga vän och hovman. Han dog i Bagdad den 19 februari 901.
Hans son Sinan ibn Thabit och sonson Ibrahim ibn Sinan gjorde också bidrag inom medicin och vetenskap. 
Enligt Salih Zeki finns det nästan 150 verk av Thabit. Han anses också vara en av de två största översättarna i den islamiska civilisationen tillsammans med Hunayn ibn Ishaq. Kâtib Çelebi påstår att om det inte vore för Thabit ibn Kurrahs översättningar, skulle ingen kunna dra nytta av de grekiska böckerna om filosofi och visdom. Han påpekar att de böcker som Thabit inte översatte förblev okända.
Thabit ibn Kurrahs bidrag till islamisk matematik kan sammanfattas i tre steg. Det första steget var att översätta viktiga verk inom grekisk matematik till arabiska eller korrigera tidigare översättningar. Han översatte alla verk av Arkimedes inom matematik till arabiska. Arkimedes grekiska original har gått förlorade. Thabit ibn Kurrah översatte också Apollonios från Pergas "Sektioner av en kon" och Nicomachus "Introduktion till aritmetik" till arabiska. Han översatte eller rättade översättningar av verk av Euklides, Klaudios Ptolemaios och Theodosios. Det andra steget i Thabits bidrag var att skapa ett arabiskt matematikspråk genom sina översättningar och korrigeringar. När han översatte matematiska verk från grekiska eller syriska till arabiska, använde han sin kunskap i arabiska för att hitta lämpliga arabiska termer för de begrepp som fanns i dessa språk. Några av de termer som Thabit ibn Kurrah definierade ändrades av senare islamiska matematiker, men många av dem används fortfarande. Thabits tredje bidrag till islamisk matematik var hans egna verk inom områdena aritmetik (talteori), algebra, geometri, sektioner av en kon och trigonometri. Hans arbete med att utöka definitionen av positiva reella tal, integralkalkyl, några teorem inom sfärisk trigonometri, analytisk geometri och icke-euklidisk geometri har haft en varaktig inverkan på matematiken.

## Talteori
Ett av Thabit ibn Kurrahs viktigaste bidrag till talteori var hans översättning av den grekiska matematikern Nikomakos "Introduction to Arithmetic" (Kitab al-Madkhal ila Ilm al-'Adad al-Handasiyya) till arabiska. Thabits översättning ledde till att pythagoreiska tal och aritmetik introducerades i islamisk matematik, och det ledde också till att en mystisk förståelse av tal kallad "theologoumenates aritmetikes" blev en del av matematiken. Begreppet "sayı mistisizmi" fick stöd från vissa islamiska matematiker, som Ihwan al-Safa. Islamiska matematiker kallade den pythagoreiska aritmetiken på grekiska "aritmetiki" och skilde den från den Euklidisk geometri som de kallade "ilmu'l-aded". Enligt Ibn al-Haytham var den viktigaste egenskapen hos den pythagoreiska aritmetiken dess användning av deduktiv metod. Detta berodde på att den pythagoreiska aritmetiken baserades på en punkt atom förståelse av tal. I den euklidiska aritmetiken representeras heltal med raka linjer och bevisen bygger på den geometriska bevisföringsmetoden i Euklides Elementa.

## Utmärkelser
Nedslagskratern Thebit på månen är uppkallad efter honom.